# Светско првенство у кајаку и кануу на мирним водама 1938 — Ц-1 1.000 метара за мушкарце
Дисциплина Џ-1 на 1.000 метара  била је једина дисциплина кануа једноклека  на 1. Светском првенствоу у кајаку и кануу на мирним водама 1938. одржаном у Ваксхолму (Шведска) 7. и 8. августа, у водама Балтичког мора, који окружују острво Ваксхолм, у Стокхолмском архипелагу.

## Земље учеснице
На такмичењу је учествовало 5 кануиста из 3 земље. 
1. Немачка 2
2. Уједињено Краљевство 1
3. Чехословачка 2

## Резултати

### Финале
| Пласман | Кануиста        | Земља                | Резултат |
| ------- | --------------- | -------------------- | -------- |
|         | Ото Нојмилер    | Немачка              | 6:45,8   |
|         | Ханс Видеман    | Немачка              | 6:51,4   |
|         | Бохумил Сладек  | Чехословачка         | 7:11,7   |
| 4.      | Бохуслав Синеки | Чехословачка         | 7:15.0   |
| 5.      | Г.В. Лотон      | Уједињено Краљевство | 8:24,0   |